# 手牌
手牌（テハイ）とは、麻雀において、各プレイヤーの所有する牌のことをいう。たんに手と呼んだり、手の内と呼ぶこともある。
手牌は局の開始時に、配牌によって親に14枚、子に13枚与えられる。最初に親が1枚打牌して以降は、各プレイヤーの手牌は13枚となる。
なお、各プレイヤーは、自分の手牌が対戦相手から見えないように、正面に立てて配置する。

## 広義の手牌
広義においては、副露した面子および暗槓子に含まれる牌（晒した牌）、さらに自摸した牌を含めて手牌と呼ぶ。
自摸した直後の手牌は14枚、打牌した後の手牌は13枚となる。ただし、槓を行っている場合は、槓子1組につき1枚多くなる。
和了、聴牌、役などを考える場合に、手牌という語は、この広義の意味において用いられる。

## 狭義の手牌
狭義においては、晒した牌や、自摸した牌を含めずに手牌と呼ぶ。この狭義の手牌のことを純手牌とも呼ぶ。
この意味における手牌の枚数は、当初13枚である。その後、副露もしくは暗槓を行うごとに3枚ずつ減っていく。なお、最少の手牌は1枚となるが、この状態を裸単騎（はだかタンキ）という。
副露や暗槓による減少を除き、手牌の変化はすべて摸打により生じる。すなわち、自摸した後に、手牌の中の1枚を打牌することにより、手牌が変化する。
副露による減少の例

手牌は13枚、一向聴の状態である。
   
をポンしてを切ったため手牌は10枚に減少、嵌五萬のテンパイとなった。

## 手牌の正常なパターン
手牌の正常なパターンは、純手牌の枚数と副露・暗槓の組数で見ると下の5通りとなる。誤ってこれより手牌が多かったり少なかったりすれば多牌・少牌となる。
- 純手牌13枚（自摸直後14枚）、副露・暗槓なし
- 純手牌10枚（自摸直後11枚）、副露・暗槓1組
- 純手牌7枚（自摸直後8枚）、副露・暗槓2組
- 純手牌4枚（自摸直後5枚）、副露・暗槓3組
- 純手牌1枚（自摸直後2枚）、副露・暗槓4組（裸単騎）

## 手牌に関連のある用語

### 理牌
プレイヤーが自らの手牌を見やすいように整理することを理牌（リーパイ）という。
理牌をしないと手牌の構成を見誤り、意図に反して和了を逃したりチョンボをする危険性があるため、ほぼすべてのプレイヤーは何らかの理牌を行う。ただし、理牌のやり方によっては他のプレイヤーに手牌の構成などに関する情報を与えてしまう場合もある。なお、和了の際は、他のプレイヤーにわかりやすいよう理牌しておかなければならない。
理牌の例
（理牌前）

（理牌後）

### 牌姿
副露（暗槓）した牌も含めて、自分の所有するすべての牌の構成（あるいは組合わせ）を牌姿（はいし）という。自摸した直後においては、自摸した牌も含めて牌姿と呼ぶのが一般的である。
上記の定義における、広義の手牌とほぼ同義である。

### 手変わり
摸打などの行為により、手牌が変化することを手変わりという。
広義には、自摸した後に、手牌の中の1枚を打牌することである。これにより、自摸した牌と打牌した牌が入れ替わる。一向聴の状態から有効牌を引けば、手変わりしてテンパイということになる。
なお、ポン・チー・カンなどの行為も、広い意味では手変わりである。
狭義には、テンパイしている状態で、待ちを受け変えることを手変わりと言う。これにより、直前まで通っていた牌が当たり牌になることがある。
（例）狭義の手変わりの例
のノベタンでテンパイしている状態。この状態ではタンヤオのノミ手にしかならないが、を引いて手変わり。高目でタンピン三色となる下の牌姿に変化。
 待ちに。五索ではタンヤオのみだが、三索・六索でピンフが、六索なら最高目で三色が付く。
また、直前まで索子は安全牌だったが、手変わりによって当たり牌となっている。
なお、この牌姿は三萬を切って456の高目三色に受けているが、六萬を切れば345の高目三色になる牌姿である。
さらにどちらも、345の場合は三筒を、456の場合は六筒をもう1枚引けばさらに一盃口まで付く形に変わる可能性が残っている。

### 回し打ち・オリ・ベタオリ
自分にとって有利な方向の手変わりを手が進むあるいは手を進めると表現する。逆に、不利な方向の手変わりを手を崩すと表現する。何らかの危険を避けるなどの目的で敢えて手を崩したり、ある程度安全な牌を切りつつも和了を目指す打ち方をまわし打ちと表現する。また、和了を諦めて安全牌のみを切り出してゆくことをオリ（降り）ないしベタオリと言う。
（例）回し打ちの例
相手 
相手の捨牌 
自分    ツモ
ドラ表示牌 
他家から四萬切りのリーチを受け、直後にテンパイした牌姿。しかし一発目で宣言牌の近接牌は切りづらく、五萬はドラのまたぎ筋でもある。加えて、テンパイに取った場合の待ちは1枚切れている西とドラ表示牌の二萬、つまり待ちが悪い。したがって、安全牌の西を落として五萬のくっつきテンパイに戻す。このような打ち方を回し打ちと言う。
なお、この例では西だけでなく一筒と二筒も現物である。このあと切りづらい牌が続々と押し寄せた場合、自分の和了を諦めて一筒や二筒を（出来メンツを崩して）捨ててゆくことをベタオリと言う。
（例）ベタオリの例
東家 
東家の捨牌 
西家    ツモ
ドラ表示牌 
親から立直が掛ったが自分はまだ二向聴で、ドラの八筒が浮いており、今ツモってきた六索も切りづらい。七萬は通るが、四萬や六萬は通るとは限らない。かつ、仮に浮き牌や不要牌を全部通してテンパイしたとしても、この手牌では高得点は見込めない。このようなケースで、自分の和了を諦めて場合によっては出来メンツを崩し、通る牌しか切らないという打ち方をベタオリと言う。この牌姿では、絶対に通る牌（つまり現物）を手の内に3種5牌持っている。七萬を切り、二筒を中抜きし（出来ている順子の中の1枚を切ることを中抜きと言う）、そのあと北の暗刻を落としていけば、少なくとも5巡のあいだは危険を回避できる。そのあいだに別の他家が振り込むかもしれないし、リーチ者もツモれず流局するかもしれない。
自分の得点がたいして見込めない時であるにもかかわらず敢えて無謀なリスクを冒すことは、打ち方としてはまったく合理性に反する。麻雀の上達に際して、「リスクリターンが釣り合わない時は素直にオリられるか」というのは極めて重要である。初心者が上級者に勝てない理由の一つでもある。
後ろ向きという理由でこのような打ち方を嫌う人もいるが、逆にこういった押し引きのタイミングを見極めることに面白味を見出す人もいる。